# Жанакіїминський сільський округ
Жанакіїми́нський сільський округ (каз. Жаңа Қима ауылдық округі, рос. Жанакииминский сельский округ) — адміністративна одиниця у складі Жаксинського району Акмолинської області Казахстану. Адміністративний центр — село Жана-Кіїма.
Населення — 2389 осіб (2021; 3282 у 2009, 6477 у 1999, 10305 у 1989).
Станом на 1989 рік існували Алгабаська сільська рада (село Алгабас), Єсільська сільська рада (села Караколь, Талдигора, селище Трудовий), Жанакійминська сільська рада (село Жана-Кійма), Кенаральська сільська рада (села Амангельди, Жирен, Укі) та Кійминська сільська рада (села Жайнак, Кійма) колишнього Кійминського району. Станом на 1999 рік існували Єсільський сільський округ (села Амангельди, Єркендик, Жирен, Карашаш, Талдикора, Трудове, Укі) та Жанакіїминський сільський округ (села Алгабас, Жана-Кіїма, Кіїма, Тайпак). 2009 року Єсільський округ був приєднаний до Жанакіїминського. Села Тайпак та Трудове були ліквідовані 2016 року.

## Склад
До складу округу входять такі населені пункти:
| Населений пункт  | Населення, осіб (1989) | Населення, осіб (1999) | Населення, осіб (2009) | Населення, осіб (2021) |
| ---------------- | ---------------------- | ---------------------- | ---------------------- | ---------------------- |
| Алгабас, село    | 835                    | 590                    | 196                    | 90                     |
| Амангельди, село | 229                    | 52                     | -                      | -                      |
| Єркендик, село   | -                      | 74                     | -                      | -                      |
| Жана-Кіїма, село | 2864                   | 2011                   | 1410                   | 1099                   |
| --Тайпак, село   | 246                    | 210                    | 127                    | 13                     |
| Карашаш, село    | 331                    | 98                     | -                      | -                      |
| Кіїма, село      | 2738                   | 2094                   | 1395                   | 1174                   |
| --Жирен, село    | 194                    | 114                    | -                      | 12                     |
| --Трудове, село  | 1359                   | 586                    | 154                    | -                      |
| --Укі, село      | 1203                   | 561                    | -                      | 1                      |
| Талдикора, село  | 306                    | 87                     | -                      | -                      |